# 米爾頓代爾 (密蘇里州)
米爾頓代爾（英語：Miltondale）是位於美國密蘇里州克萊縣的非建制地區。

## 歷史
米爾頓代爾的郵局於1895年設立，其後於1906年停運。

## 地理
米爾頓代爾所處的海拔為高於海平面223米（即732英呎），而該地所採用的時區為UTC-6，即北美中部時區（CST）。同時該地設有夏令時間，為UTC-6調快一小時，即UTC-5（CDT）。